# Питерский, Георгий Иванович
Георгий Иванович Питерский  (9 [22] апреля 1910 — 4 марта 1975) — участник Великой Отечественной войны, заместитель командира 115-го гвардейского истребительно-противотанкового артиллерийского полка по строевой части 7-й гвардейской армии Степного фронта, Герой Советского Союза, гвардии майор.

## Биография
Родился 22 апреля 1910 года в селе Чутановке Кирсановского уезда Тамбовской губернии в семье крестьянина. Проживал в посёлке Ударном. После окончания средней школы работал на мельнице в городе Кирсанове. Затем, после окончания совпартшколы, работал в городе Тамбове на заводе «Красный боевик» (с 1937 года, Государственный союзный завод № 204), ныне ФКП «Тамбовский пороховой завод».
В Красной Армии с 1932 года. В 1933 году окончил Курское артиллерийское училище.
На фронтах Великой Отечественной войны с июня 1941 года.
Заместитель командира 115-го гвардейского истребительно-противотанкового артиллерийского полка по строевой части (7-я гвардейская армия, Степной фронт) гвардии майор Г. И. Питерский отличился в ночь на 27 сентября 1943 года при форсировании реки Днепр.
Георгий Иванович во главе двух артиллерийских батарей переправился через Днепр в районе села Бородаевка, где под сильным огнём противника развернул батареи и подавил огневые точки врага на правом берегу реки, тем самым обеспечив штурмовым подразделениям возможность захвата плацдарма. 7 октября 1943 года в районе хутора Одинца вместе с командиром стрелкового полка организовал круговую оборону, отразив контратаки противника, и прорвал кольцо окружения.
Указом Президиума Верховного Совета СССР от 26 октября 1943 года за мужество и героизм, проявленные в боях с немецко-фашистскими захватчиками, гвардии майору Питерскому Георгию Ивановичу присвоено звание Героя Советского Союза с вручением ордена Ленина и медали «Золотая Звезда» (№ 1429).

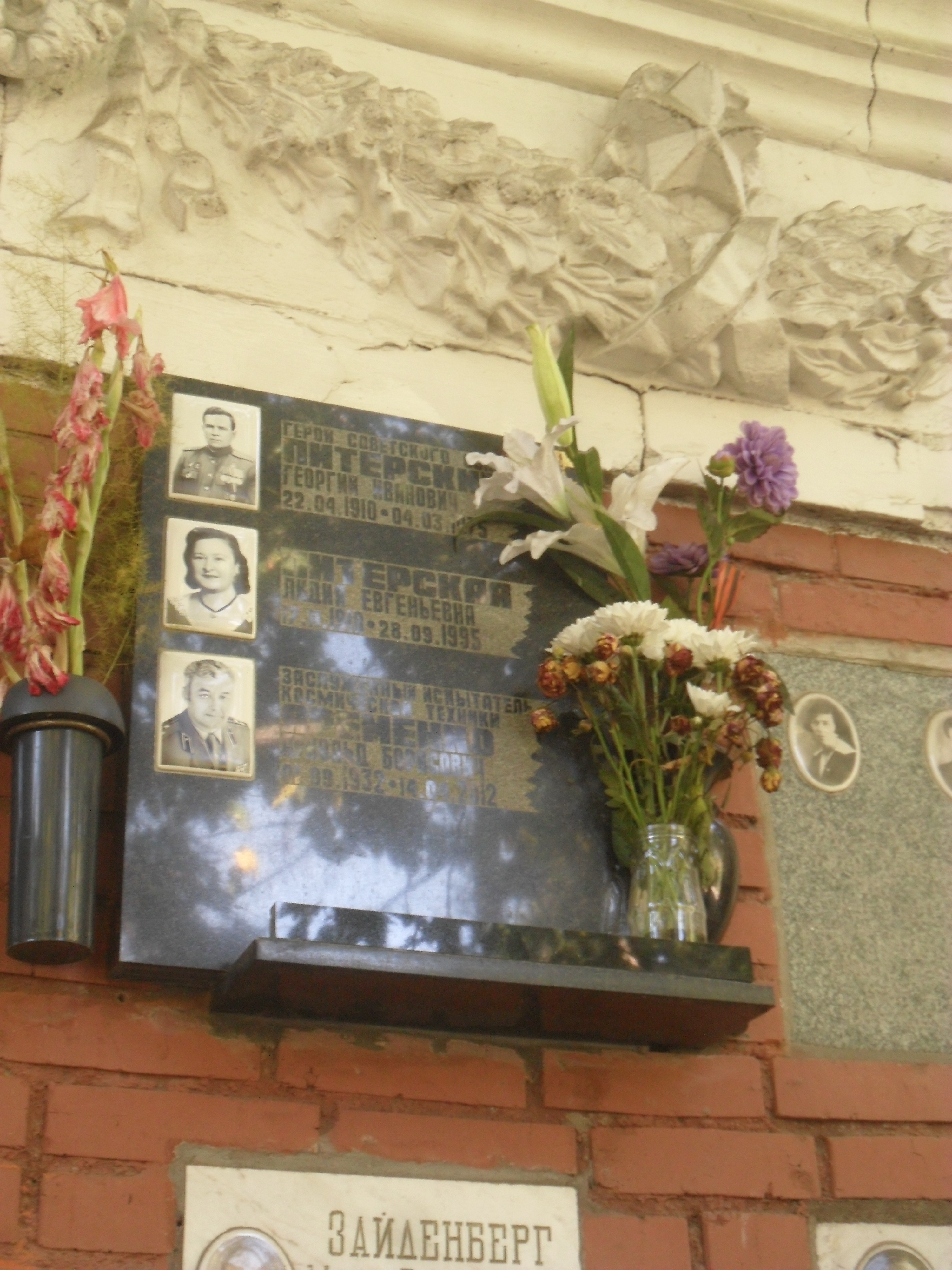
Плита колумбария Питерского на Новодевичьем кладбище Москвы.

В 1946 году подполковник Г. И. Питерский вышел в запас. Жил в Москве, работал заместителем директора НИИ по хозяйственной части. Умер Георгий Иванович 4 марта 1975 года. Похоронен на Новодевичьем кладбище.

## Награды
- Орден Ленина
- Орден Красного Знамени
- Орден Отечественной войны I степени
- Орден Красной Звезды
- Медали, в том числе:
  - Медаль «За победу над Германией в Великой Отечественной войне 1941—1945 гг.»
  - Юбилейная медаль «Двадцать лет Победы в Великой Отечественной войне 1941—1945 гг.»

## Память
- В городе Котовске, на аллее Героев Советского Союза, есть композиция, посвящённая Георгию Ивановичу, а на центральной площади города, на стенде висит его фотография.
- На родине Георгия Ивановича, в селе Чутановке, установлена мемориальная доска.